# Absentismo escolar

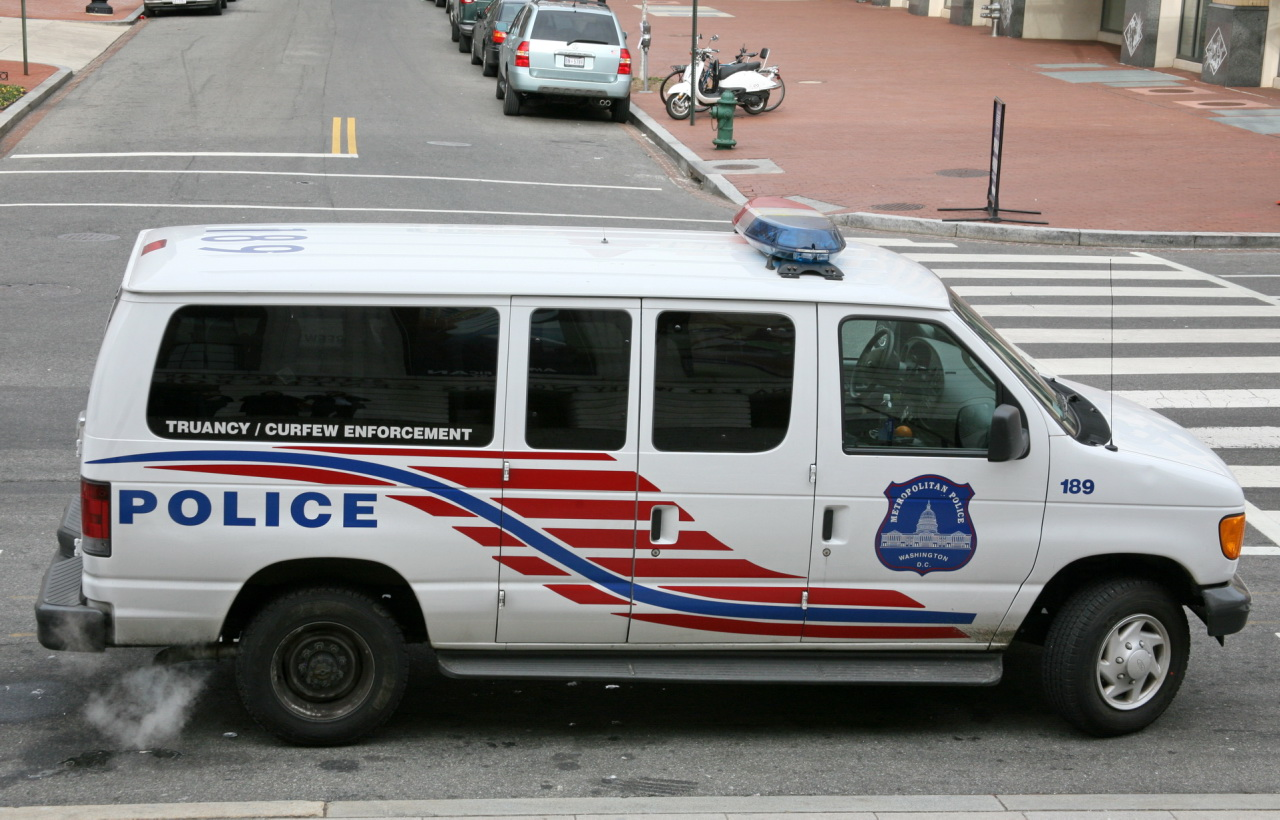
Vehículo de control de absentismo escolar y toque de queda de la policía de DC. Washington D. C., EE. UU.

Se denomina absentismo escolar a la reiterada ausencia de los alumnos o estudiantes de los centros formativos cuando la presencia es una parte esencial de la formación ofertada.
El absentismo escolar se empezó a estudiar como problema educacional y social en Europa a partir de la finalización de la Segunda Guerra Mundial cuando las normas de varios países establecieron la obligatoriedad de la enseñanza hasta una determinada edad, complemento del derecho a la educación especial.
Así, muchas normas constitucionales recogieron en su articulado el derecho y el deber de la educación especial de los niños con discapacidad (en España, por ejemplo, el artículo 27 de la Constitución española de 1978), y se regularon las consecuencias legales del no cumplimiento por los padres, los niños y los poderes públicos de dicho deber y de la protección del derecho
Tras un tiempo, las normas que enraizaron en Europa se trasladaron a otros países, singularmente a América, algunos países del norte de África y los más desarrollados de Asia y Oceanía.
Desde un ámbito legal, el absentismo puede tener consecuencias según quién lo provoca. Así, la desatención por los padres del cumplimiento del deber de matricular y escolarizar a sus hijos en la enseñanza obligatoria puede llevar aparejada la pérdida de la patria potestad; la no atención por las administraciones públicas obligadas a prestar los servicios educativos a todos puede ser exigida ante los tribunales de justicia, y dar lugar a responsabilidad de las autoridades y funcionarios; los niños que, a pesar de los esfuerzos paternos se niegan a acudir a los centros educativos, en muchos países pueden ser compelidos a la asistencia obligatoria por las autoridades.
Desde un punto de vista social, el absentismo escolar representa un grave problema en las sociedades en donde sus niveles son muy altos, dado que repercute en la estructura familiar, dificulta la formación adecuada de los jóvenes, favorece el analfabetismo y el trabajo ilegal de los menores.
Existen experiencias que muestran que gracias a la incorporación de actuaciones educativas de éxito en centros educativos con un elevado absentismo han logrado reducirlo y así contribuir a la mejora del éxito académico.

## Absentismo docente
El absentismo de los maestros en las escuelas es un grave problema en expansión en los países en desarrollo. Dicho absentismo socava los beneficios de conseguir que los niños asistan a la escuela, dado el menor tiempo que efectivamente se les destina para el aprendizaje. Se han realizado algunos estudios que demuestran las altas tasas de absentismo de los maestros en varios países en desarrollo, así como estudios que denotan los efectos negativos que esto tiene sobre el aprendizaje de los alumnos. Sin embargo, todavía hay escasos estudios que analicen los factores determinantes de este fenómeno y las medidas diseñadas para reducirlo.
Una revisión de diversos estudios, realizados en países en desarrollo como Bangladés, Kenia, India o Ghana, demostró que el monitoreo de las actividades y los incentivos económicos producen un impacto significativo en la tasa de absentismo de los maestros, aunque el monitoreo a nivel local no genera ningún impacto. Se requieren, sin embargo, más investigaciones sobre el efecto y la eficacia en función de costos de las diferentes medidas que buscan reducir dicho absentismo docente, como lo pueden ser la supervisión de los padres, los incentivos para los maestros y los mejoramientos de sus viviendas.